# Baiersbach (Traindorf)
Baiersbach war ein Gemeindeteil der Gemeinde Traindorf im Landkreis Stadtsteinach (Oberfranken, Bayern).

## Geschichte
Gegen Ende des 18. Jahrhunderts bestand Baiersbach aus sechs Anwesen (Oberbaiersbach: 2 Güter, 1 Söldengut, 1 Tropfhaus; Unterbaiersbach: 2 Häuser). Das Hochgericht übte das Burggericht Guttenberg aus. Es hatte ggf. an das bambergische Centamt Marktschorgast auszuliefern, wobei für Oberbaiersbach das Halsgericht Kupferberg zuständig war und für Unterbaiersbach das Halsgericht Marktleugast. Die Dorf- und Gemeindeherrschaft sowie die Grundherrschaft über alle Anwesen hatte das Burggericht Guttenberg.
Mit dem Gemeindeedikt wurde Baiersbach dem 1812 gebildeten Steuerdistrikt Guttenberg und der im selben Jahr gebildeten Gemeinde Traindorf zugewiesen. Im Zuge der Gebietsreform in Bayern wurde Baiersbach am 1. Juli 1971 nach Marktleugast eingegliedert und mit dem Gemeindeteil Baiersbach (Marktleugast) vereinigt.

## Einwohnerentwicklung
| Jahr      | 001818 | 001819 | 001861 | 001871 | 001885 | 001900 | 001925 | 001950 | 001961 | 001970 |
| Einwohner |        | 18     | 40     | 41     | 71     | 80     | 41     | 20     | 33     | 24     |
| Häuser    | 5      |        |        |        | 8      | 9      | 6      | 6      | 6      |        |
| Quelle    | [ 2 ]  | [ 4 ]  | [ 5 ]  | [ 6 ]  | [ 7 ]  | [ 8 ]  | [ 9 ]  | [ 10 ] | [ 11 ] | [ 12 ] |

## Religion
Baiersbach war seit der Reformation gemischt konfessionell. Die Katholiken waren nach St. Jakobus der Jüngere (Guttenberg) gepfarrt, die Protestanten nach St. Georg (Guttenberg).

## Weblink
- Baiersbach in der Ortsdatenbank des bavarikon, abgerufen am 16. August 2021.